# آگویلار (کلرادو)
آگویلار (به انگلیسی: Aguilar) شهری در ایالت کلرادو کشور ایالات متحده آمریکا است که جمعیت آن در سرشماری سال ۲۰۱۰ میلادی، ۵۳۸ نفر بوده‌است.